# Niccolò Castiglioni
Niccolò Castiglioni (ur. 17 lipca 1932 w Mediolanie, zm. 7 września 1996 tamże) – włoski kompozytor, pedagog i publicysta muzyczny.

## Życiorys
Urodził się i wychował w Mediolanie, gdzie zaczął pobierać lekcje fortepianu w wieku 7 lat. Studiował w Konserwatorium Mediolańskim, gdzie otrzymał dyplom z pianistyki w 1952 oraz z kompozycji w 1953. W latach 1958–1965 nauczał na Międzynarodowych Letnich Kursach Nowej Muzyki w Darmstadcie. W latach 1966–1970 nauczał kompozycji i jednocześnie tworzył na Uniwersytecie Stanu Nowy Jork w Buffalo. Był też profesorem wizytującym na Uniwersytecie Michigan w Ann Arbor, wykładał na Uniwersytecie Kalifornijskim w San Diego oraz zajmował stanowisko profesora historii muzyki renesansowej na Uniwersytecie Stanu Waszyngton w Seattle.
Po powrocie do Włoch w 1970 zaczął nauczać kompozycji w konserwatoriach w Trydencie (1976 i 1977), Mediolanie (1977–1989), Como (1989–1991) i znowu w Mediolanie (1991–1996). Jego uczniami byli, między innymi, Giampaolo Testoni, Carlo Galante, Alfio Fazio i Esa-Pekka Salonen.